# Giacomo Russo
Giacomo Russo (Milão, 23 de outubro de 1937 – Caserta, 18 de junho de 1967), mais conhecido por "Geki", foi um automobilista italiano de Fórmula 1.
Disputou apenas três corridas pela categoria, todas realizadas na Itália. No Grande Prêmio da Itália de 1964, pilotando um Brabham-BRM, não se classificou, e se classificou para as duas corridas nos anos seguintes.

## Curiosidade
Nas estatísticas da F-1, o sobrenome "Russo" jamais foi citado. Por este motivo, Geki é o único piloto cujo apelido é considerado legal para tais números.

## Morte
Geki morreu em Caserta, no dia 18 de junho de 1967, em um múltiplo acidente na Fórmula 3, envolvendo seus compatriotas Ernesto Brambilla (irmão de Vittorio Brambilla), Romano Perdomi ("Tigre") e Corrado Manfredini, o suíço Clay Regazzoni e o alemão Jurg Dubler. O Matra de Geki ficou destruído e pegou fogo logo depois, matando-o em decorrência das queimaduras. Perdomi também acabou morrendo na tragédia. 